# Gjendesheim

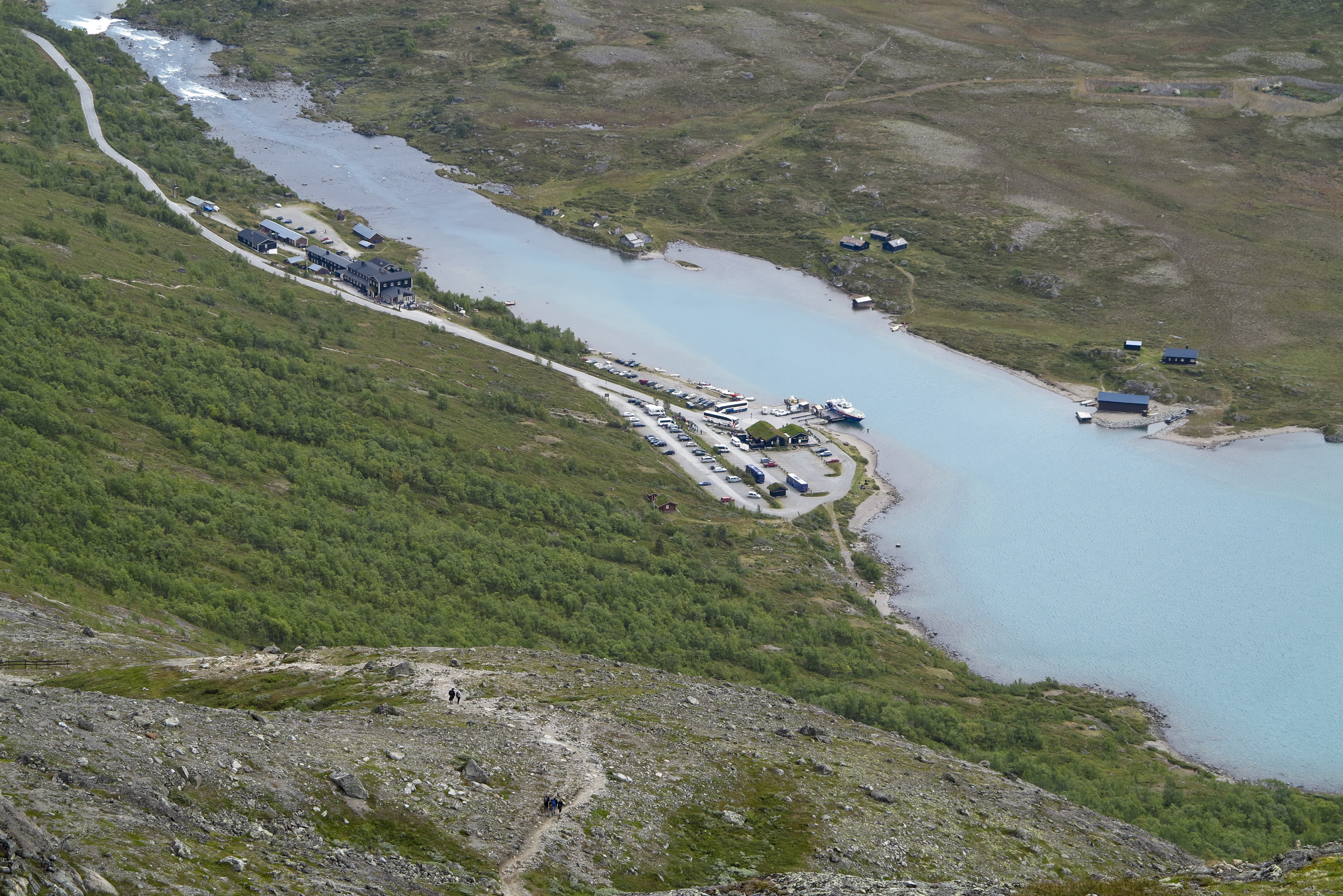
Gjendesheims turistanläggning vid Gjende

Gjendesheim är en turistanläggning som ligger i östra Jotunheimen, i Vågå kommune i Oppland. Gjendesheim ligger vid östra änden av sjön Gjende, cirka 2 km från Maurvangen vid vägen Riksvei 51 och cirka 1000 meter över havet. Gjendesheim har varit turiststuga (norska: turisthytte) för Den Norske Turistforening (DNT) sedan 1878.  Gjendesheim har 170 sängplatser, de flesta i två- och fyrbäddsrum, fyra sovsalar och några få enkelrum.
Den som går den populära fjällturen över Besseggen börjar ofta turen i Gjendesheim. Man har att välja mellan att utgå från Gjendesheim över Besseggen till Memurubu, och därifrån ta linjebåten tillbaka till Gjendesheim, eller ta båten till Memurubu och gå över Besseggen tillbaka till Gjendesheim. Det är mest populärt att ta båten till Memurubu och gå tillbaka till Gjendesheim.
I västra änden av Gjende ligger hytten Gjendebu dit båtar också går. 

## Historia
Från början var det tänkt att Gjendesheim skulle byggas vid Leirungen som ligger längre upp mot Valdresflya. Men det var inte möjligt att få tomt där, så Gjendesheim placerades där det ligger nu idag.
I «Meddelelser til medlemmene» från Den Norske Turistforening står det: «Den nye hytte ved Gjende blev ferdig sommeren 1878 og samme år besøkt av 125 turister. Den 4. mars 1879 fikk den navnet Gjendesheim.»
Efter 1976 har det inte uppförts nya hus, men alla husen har fortlöpande byggts om och byggts på.
Den äldsta byggnaden har byggts på i båda riktningar och den äldsta delen från 1878 finns fortsatt kvar.